# Abbaye de Maredret
L'abbaye des saints Jean et Scolastique, plus connue sous le nom abbaye de Maredret, est une abbaye de moniales bénédictines située à l'écart du village de Maredret, dans l'Entre-Sambre-et-Meuse, en Belgique. Fondée en 1891 par sept moniales, elle est affiliée à la congrégation de l'Annonciation au sein de la confédération bénédictine.
Agnès de Hemptinne y devint la première abbesse. Elle participa activement à la construction de l'église abbatiale et à sa décoration. Un atelier d'enluminure fut créé dès la fondation de l'abbaye.

## Historique
L'abbaye de Maredret est construite dès 1893 sous l'impulsion d'Agnès de Hemptinne. Celle-ci finance la construction sur ses deniers propres, sur un terrain offert par la famille Desclée.
Agnès de Hemptinne a acquis préalablement une solide formation religieuse et monastique au monastère de Solesme, ce qui lui permet de fonder l'abbaye de Maredret en 1891 avec sept sœurs et d'y devenir la première sœur abbesse. Elle participe ensuite activement à la construction de l'église abbatiale, ouvrage néogothique réputé pour son acoustique, et à sa décoration.

## Atelier d'enluminures
Un atelier d’enluminure fut créé dès la fondation de l’abbaye, en 1893. Les moniales s’initièrent à l’art médiéval de l’enluminure de textes sacrés, redécouvrant et adoptant les techniques traditionnelles du style médiéval.
La célèbre lettre pastorale ‘Patriotisme et Endurance’ du Cardinal Mercier (de Noël 1914), calligraphiée et enluminée (35 planches) clandestinement dans cet atelier par les moniales bénédictines dans les années 1915 et 1916, a été classée au 'Patrimoine mobilier' de la Fédération Wallonie-Bruxelles en 2015.

Missel enluminé par Marie-Louise Lemaire

Deux missels enluminés, œuvres d’art réalisées dans les années 1960-1970 par l’artiste bénédictine, Marie-Louise Lemaire, furent récupérés d’une vente aux enchères par la Société archéologique de Namur.

## Galerie

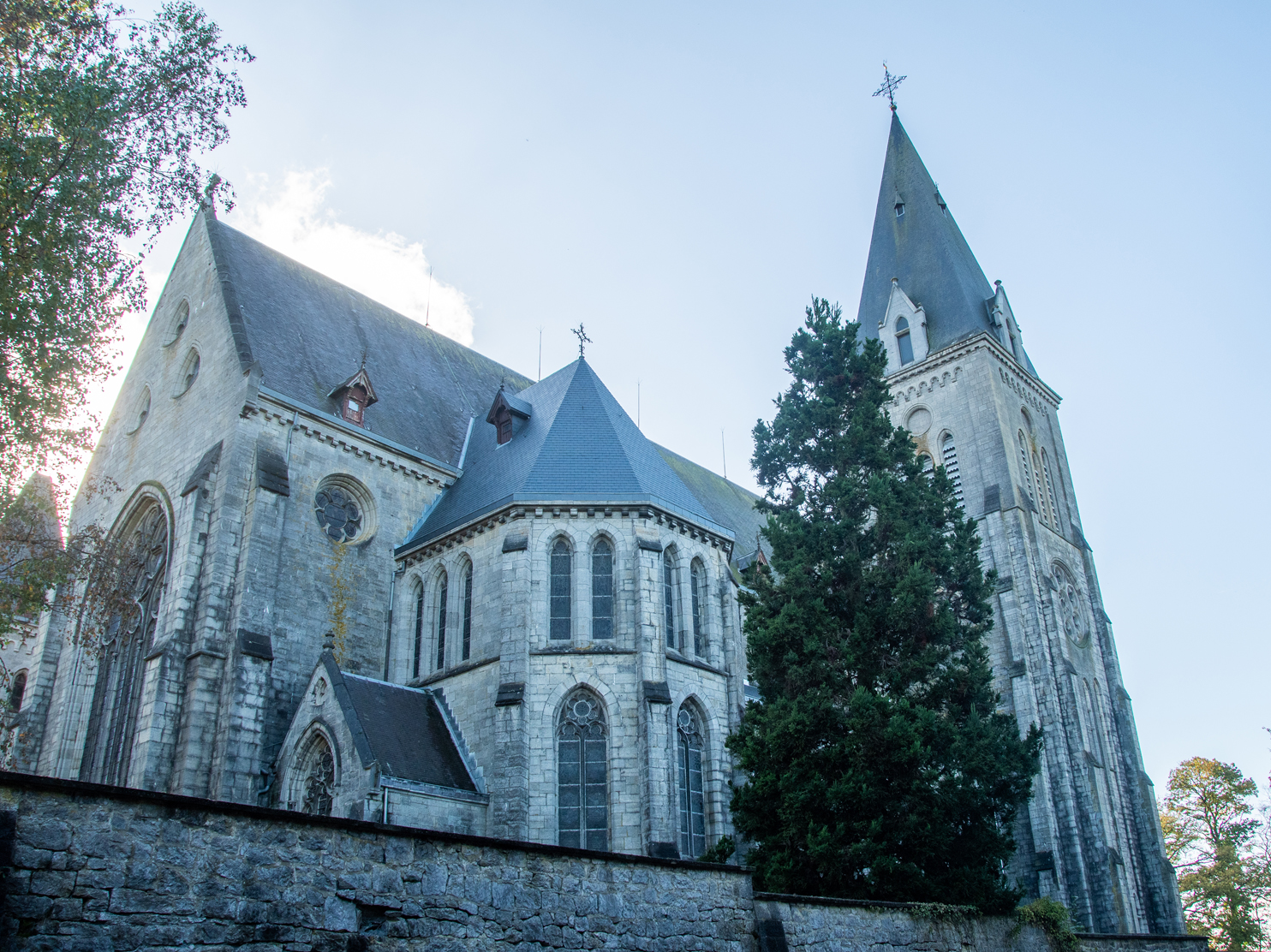
L'église abbatiale.
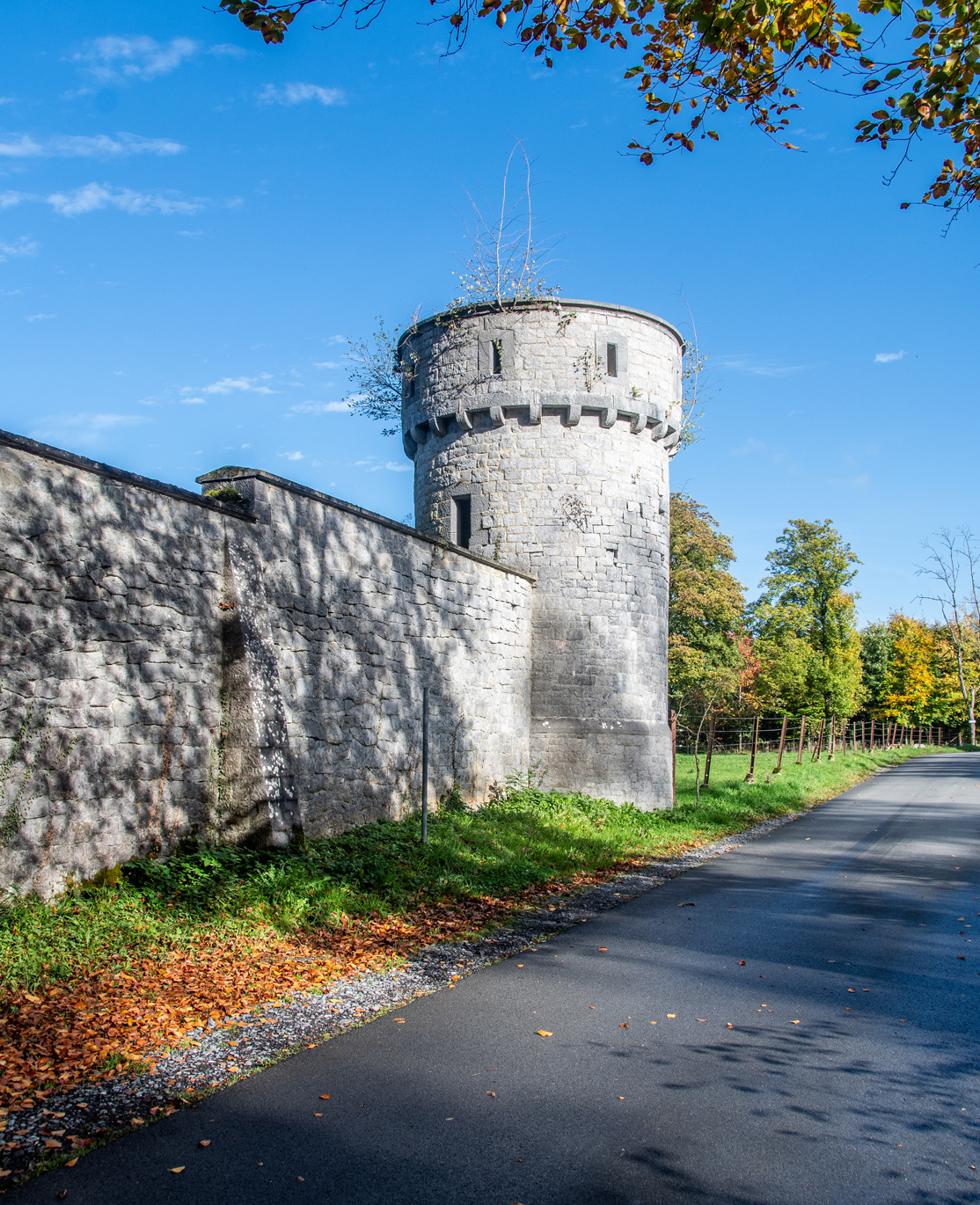
Tourelle d'angle du mur de l'abbaye.
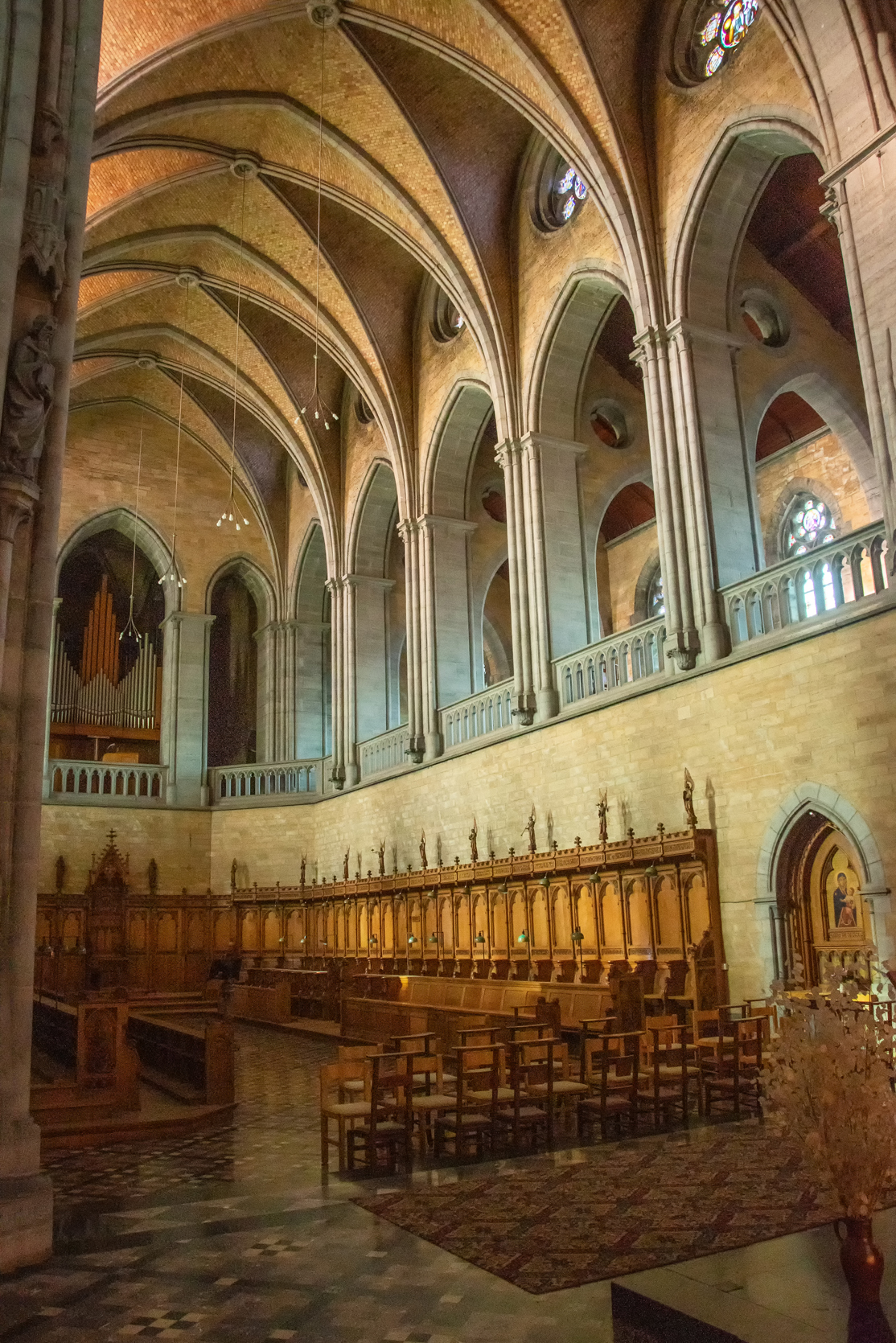
L'intérieur de l'église abbatiale.
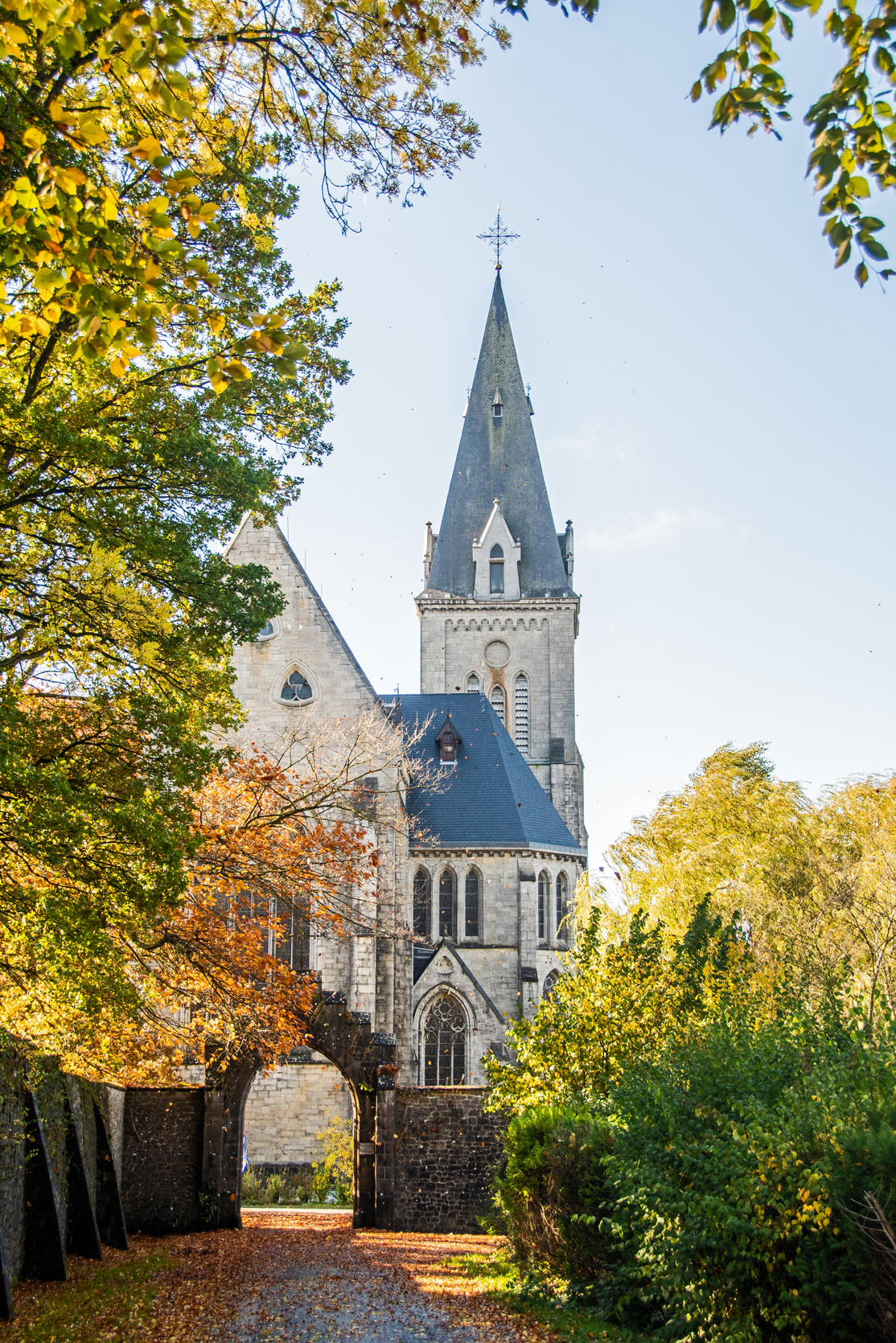
Portail d'entrée de l'abbaye.
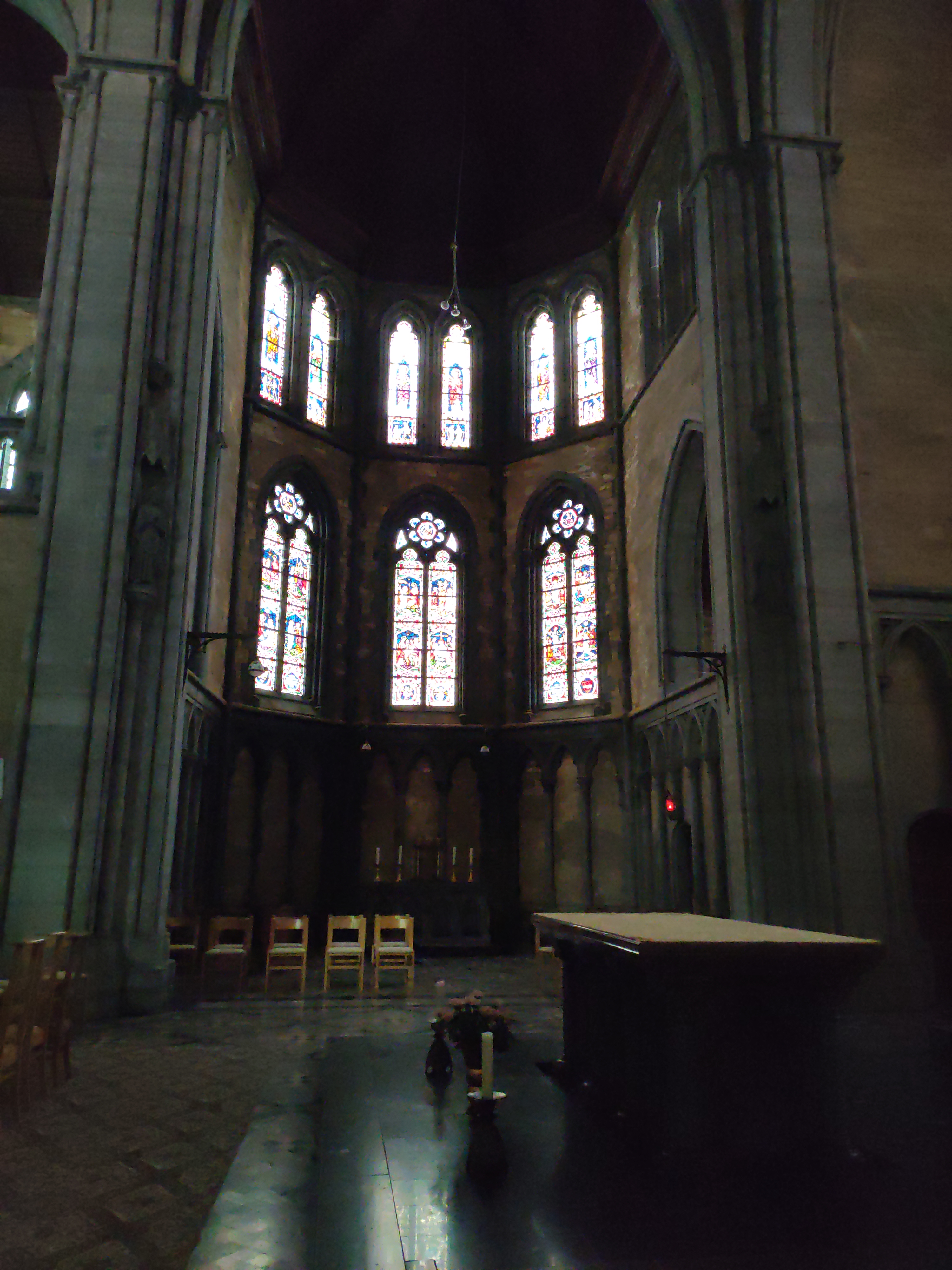
Le chœur de l'église.
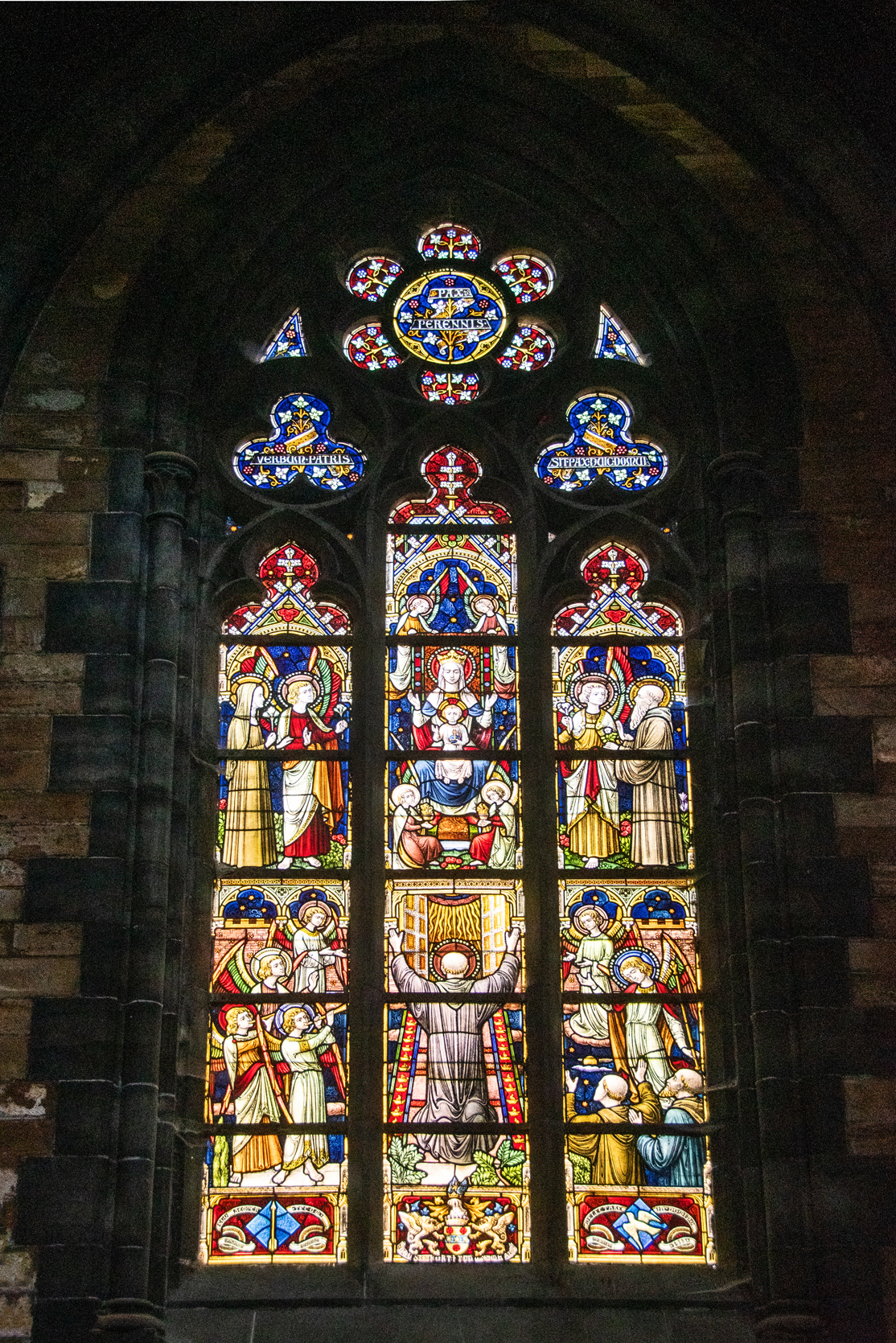
Vitrail dans l'église
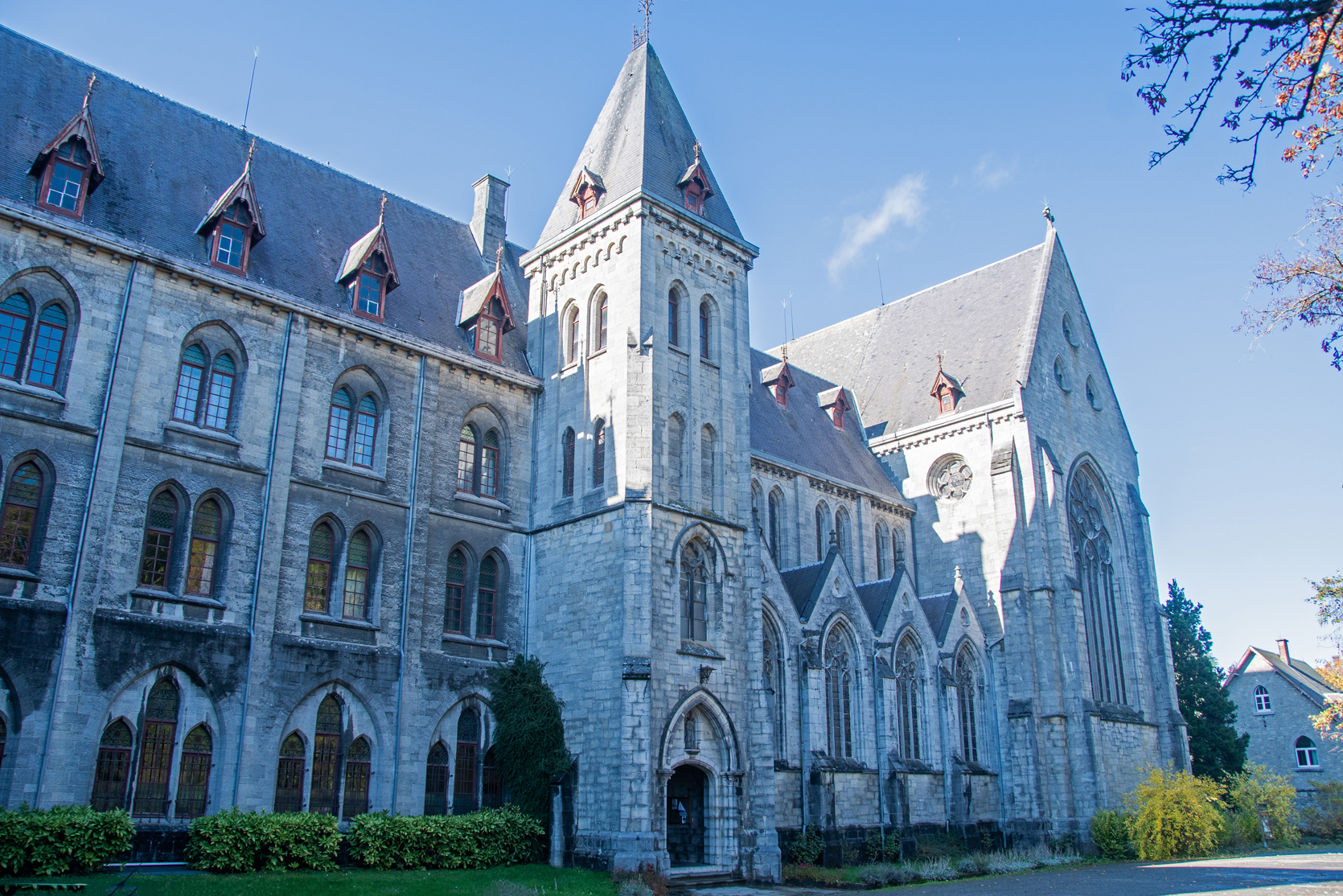
Une entrée de l'abbaye.
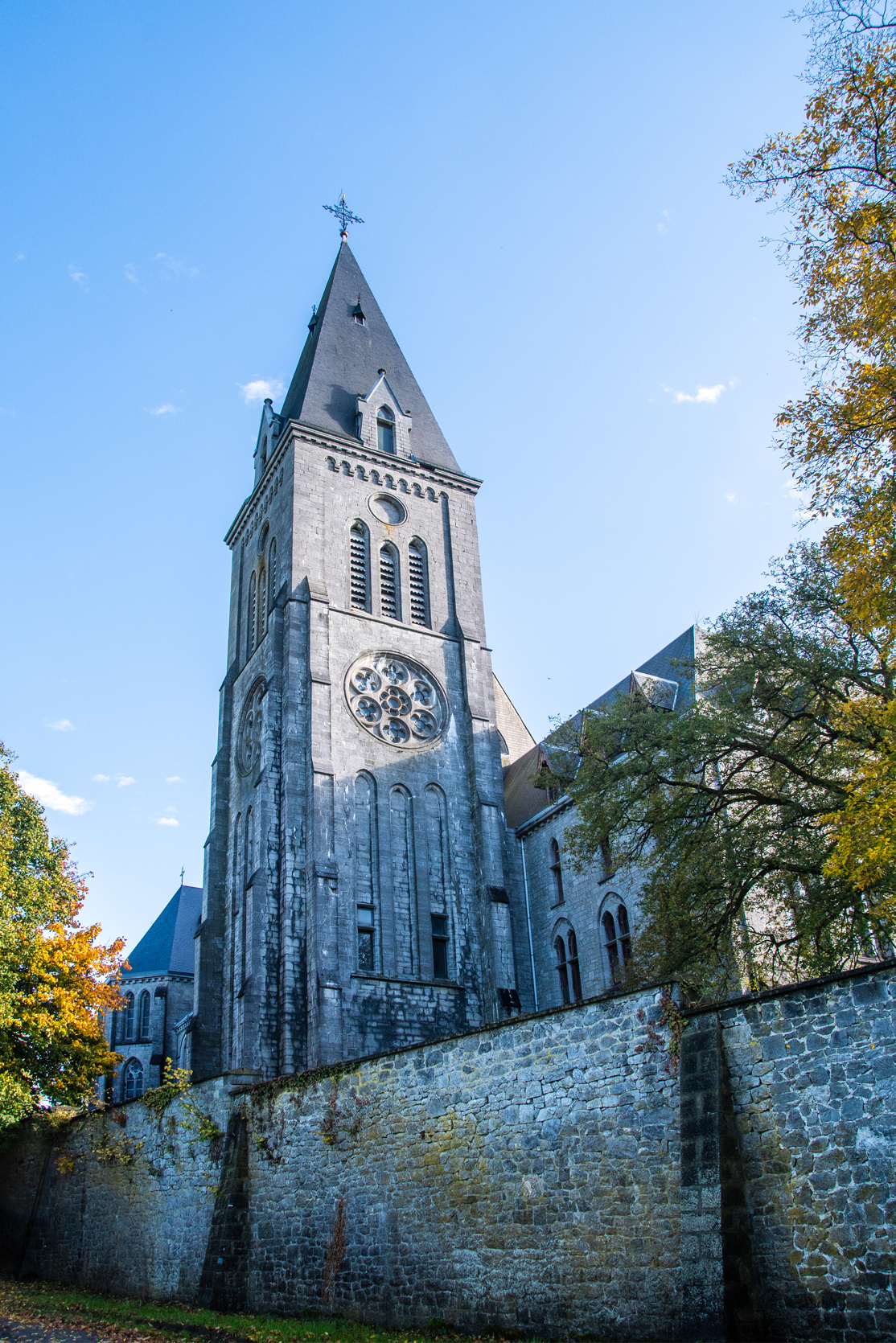
Le clocher de l'église abbatiale.

### Note
1. ↑  Agnès de Hemptinne est la sœur cadette de Hildebrand de Hemptinne, qui fonde l'abbaye néogothique de Maredsous avec le concours de la famille Desclée.